# Irena z Tesaloniki
Irena z Tesaloniki, również Irena Akwilejska (gr. Ειρήνη; ur. w okolicach Akwilei, zm. 294 lub 304 w Tesalonice) – dziewica i męczennica chrześcijańska, święta Kościoła katolickiego, prawosławnego, ormiańskiego, koptyjskiego i syryjskiego.

## Żywot
Była siostrą św. Agape i św. Chionii. Złamała edykt Dioklecjana (pan. 284–305) przechowując chrześcijańskie księgi, za co została skazana przez sędziego Dulcycjusza na pobyt w domu publicznym. Niemolestowana, została postawiona przed kolejną szansą oddania ksiąg, ale znów odmówiła za co została skazana na śmierć przez spalenie na stosie. Ostatecznie zginęła przebita strzałą z łuku. Agape i Chionia zostały spalone dzień wcześniej.
W greckich aktach męczeństwa odnotowano 3 procesy przed Dulcycjuszem.

## Kult świętej

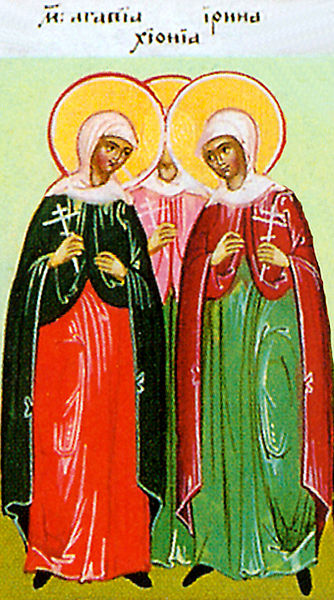
Agape, Chionia i Irena

Wspomnienie liturgiczne św. Ireny obchodzone jest w Kościele katolickim 1 lub 5 kwietnia razem z siostrami.
Kościoły wschodnie, z uwagi na liturgię według kalendarza juliańskiego wspominają św. Irenę:
- Kościół prawosławny – 16/29 kwietnia[b], tj. 29 kwietnia według kalendarza gregoriańskiego[2].
- ormiański – 3/16 kwietnia,
- koptyjski – z uwagi na własny kalendarz odpowiednio do prawosławnej liturgii,
- syryjski – 2/15 kwietnia.

W ikonografii święte przedstawiane są zawsze razem. Wszystkie trzymają w dłoniach krzyże. Będąc bliźniaczo do siebie podobne różnią się tylko kolorami szat oraz tym, iż św. Irena trzyma krzyż nie w prawej lecz lewej dłoni.
W Konstantynopolu było 5 kościołów poświęconych św. Irenie, gdzie znajdowały się jej relikwie. Do dzisiejszego dnia znajdują się w Lecce we Włoszech.
Irena z Tesaloniki jest patronką przeciw burzom i pożarom.